# Liste des matchs de l'équipe de Saint-Martin de football par adversaire
Cette liste présente les matchs de l'équipe de Saint-Martin de football par adversaire rencontré.
- Haut – A
- B
- C
- D
- E
- F
- G
- H
- I
- J
- K
- L
- M
- N
- O
- P
- Q
- R
- S
- T
- U
- V
- W
- X
- Y
- Z

## A

### Anguilla

#### Confrontations
Confrontations entre Saint-Martin et Anguilla en matchs officiels, :
|   | Date            | Lieu             | Match                   | Score | Compétition                                                      |
| - | --------------- | ---------------- | ----------------------- | ----- | ---------------------------------------------------------------- |
| 1 | 10 février 2001 | Marigot          | Saint-Martin - Anguilla | 3-1   | Coupe caribéenne des nations 2001 (tour préliminaire - groupe 1) |
| 2 | 6 juin 2002     | Marigot          | Saint-Martin - Anguilla | 2-1   | Match amical                                                     |
| 3 | 23 juin 2002    | Marigot          | Saint-Martin - Anguilla | 1-0   | Match amical                                                     |
| 4 | 8 août 2010     | The Valley       | Anguilla - Saint-Martin | 1-3   | Match amical                                                     |
| 5 | 6 octobre 2010  | Bayamón          | Anguilla - Saint-Martin | 2-1   | Coupe caribéenne des nations 2010 (qualifications - 1er tour)    |
| 6 | 28 juillet 2018 | Saint-Barthélemy | Saint-Martin - Anguilla | 5-1   | Match amical                                                     |
| 7 | 26 août 2018    | The Valley       | Anguilla - Saint-Martin | 1-2   | Match amical                                                     |

#### Bilan
Au 31 août 2018 :
- Total de matchs disputés : 7
- Victoires de Saint-Martin : 6
- Matchs nuls : 1
- Victoires d'Anguilla : 0
- Total de buts marqués par Saint-Martin : 17
- Total de buts marqués par Anguilla : 7

## B

### Barbade

#### Confrontations
Confrontations entre Saint-Martin et la Barbade en matchs officiels :
|   | Date             | Lieu       | Match                  | Score | Compétition                                                  |
| - | ---------------- | ---------- | ---------------------- | ----- | ------------------------------------------------------------ |
| 1 | 5 septembre 2019 | Bridgetown | Barbade - Saint-Martin | 4-0   | Ligue des nations de la CONCACAF 2019-2020 (Ligue C - gr. A) |
| 2 | 16 novembre 2019 | The Valley | Saint-Martin - Barbade | 1-0   | Ligue des nations de la CONCACAF 2019-2020 (Ligue C - gr. A) |

#### Bilan
Au 20 novembre 2019 :
- Total de matchs disputés : 2
- Victoires de Saint-Martin : 1
- Matchs nuls : 0
- Victoires de la Barbade : 1
- Total de buts marqués par Saint-Martin : 1
- Total de buts marqués par la Barbade : 4

### Bermudes

#### Confrontations
Confrontations entre Saint-Martin et les Bermudes en matchs officiels :
|   | Date              | Lieu           | Match                   | Score | Compétition                                        |
| - | ----------------- | -------------- | ----------------------- | ----- | -------------------------------------------------- |
| 1 | 28 avril 1997     | Hamilton       | Bermudes - Saint-Martin | 2-1   | Match amical                                       |
| 2 | 30 août 2008      | George Town    | Saint-Martin - Bermudes | 0-7   | Coupe caribéenne des nations 2008 (qualifications) |
| 3 | 11 septembre 2012 | Port-au-Prince | Saint-Martin - Bermudes | 0-8   | Coupe caribéenne des nations 2012 (qualifications) |

#### Bilan
Au 31 août 2018 :
- Total de matchs disputés : 3
- Victoires de Saint-Martin : 0
- Matchs nuls : 0
- Victoires des Bermudes : 3
- Total de buts marqués par Saint-Martin : 1
- Total de buts marqués par les Bermudes : 17

## D

### Dominique

#### Confrontations
Confrontations entre Saint-Martin et la Dominique en matchs officiels, :
|   | Date              | Lieu       | Match                    | Score | Compétition                                        |
| - | ----------------- | ---------- | ------------------------ | ----- | -------------------------------------------------- |
| 1 | 8 avril 2001      | Georgetown | Saint-Martin - Dominique | 3-2   | Coupe caribéenne des nations 2001 (qualifications) |
| 2 | 24 septembre 2006 | Les Abymes | Saint-Martin - Dominique | 0-0   | Coupe caribéenne des nations 2007 (qualifications) |

#### Bilan
Au 31 août 2018 :
- Total de matchs disputés : 2
- Victoires de Saint-Martin : 1
- Match nul : 1
- Victoires de la Dominique : 0
- Total de buts marqués par Saint-Martin : 3
- Total de buts marqués par la Dominique : 2

## G

### Grenade

#### Confrontations
Confrontations entre Saint-Martin et la Grenade en matchs officiels :
|   | Date             | Lieu          | Match                  | Score | Compétition                                                        |
| - | ---------------- | ------------- | ---------------------- | ----- | ------------------------------------------------------------------ |
| 1 | 16 novembre 2018 | Saint-Georges | Grenade - Saint-Martin | 5-2   | Ligue des nations de la CONCACAF 2019-2020 (tournoi de classement) |

#### Bilan
Au 30 novembre 2018 :
- Total de matchs disputés : 1
- Victoires de Saint-Martin : 0
- Match nul : 0
- Victoires de la Grenade : 1
- Total de buts marqués par Saint-Martin : 2
- Total de buts marqués par la Grenade : 5

### Guadeloupe

#### Confrontations
Confrontations entre Saint-Martin et la Guadeloupe en matchs officiels :
|   | Date              | Lieu       | Match                     | Score | Compétition                                                        |
| - | ----------------- | ---------- | ------------------------- | ----- | ------------------------------------------------------------------ |
| 1 | 24 mars 1990      | Marigot    | Saint-Martin - Guadeloupe | 2-1   | Coupe caribéenne des nations 1990 (qualifications)                 |
| 2 | 20 septembre 2006 | Les Abymes | Guadeloupe - Saint-Martin | 1-0   | Coupe caribéenne des nations 2007 (qualifications)                 |
| 3 | 11 septembre 2018 | The Valley | Saint-Martin - Guadeloupe | 0-3   | Ligue des nations de la CONCACAF 2019-2020 (tournoi de classement) |

#### Bilan
Au 11 septembre 2018 :
- Total de matchs disputés : 3
- Victoires de Saint-Martin : 1
- Match nul : 0
- Victoires de la Guadeloupe : 2
- Total de buts marqués par Saint-Martin : 2
- Total de buts marqués par la Guadeloupe : 5

## H

### Haïti

#### Confrontations
Confrontations entre Haïti et Saint-Martin en matchs officiels :
|   | Date             | Lieu           | Match                | Score | Compétition                                           |
| - | ---------------- | -------------- | -------------------- | ----- | ----------------------------------------------------- |
| 1 | 26 novembre 2004 | Montego Bay    | Haïti - Saint-Martin | 2-0   | Coupe caribéenne des nations 2005 (tour préliminaire) |
| 2 | 7 septembre 2012 | Port-au-Prince | Haïti - Saint-Martin | 7-0   | Coupe caribéenne des nations 2012 (qualifications)    |

#### Bilan
Au 31 août 2018 :
- Total de matchs disputés : 2
- Victoires d'Haïti : 2
- Matchs nuls : 0
- Victoires de Saint-Martin : 0
- Total de buts marqués par Haïti : 9
- Total de buts marqués par Saint-Martin : 0

## I

### Îles Caïmans

#### Confrontations
Confrontations entre Saint-Martin et les îles Caïmans , :
|   | Date            | Lieu        | Match                       | Score | Compétition                                                  |
| - | --------------- | ----------- | --------------------------- | ----- | ------------------------------------------------------------ |
| 1 | 27 août 2008    | George Town | Îles Caïmans - Saint-Martin | 3-0   | Coupe caribéenne des nations 2008 (qualifications)           |
| 2 | 2 octobre 2010  | Bayamón     | Saint-Martin - Îles Caïmans | 1-1   | Coupe caribéenne des nations 2010 (qualifications)           |
| 3 | 12 octobre 2019 | The Valley  | Saint-Martin - Îles Caïmans | 3-0   | Ligue des nations de la CONCACAF 2019-2020 (Ligue C - gr. A) |
| 4 | 15 octobre 2019 | George Town | Îles Caïmans - Saint-Martin | 1-0   | Ligue des nations de la CONCACAF 2019-2020 (Ligue C - gr. A) |

#### Bilan
Au 3 novembre 2019 :
- Total de matchs disputés : 4
- Victoires de Saint-Martin : 1
- Matchs nuls : 1
- Victoires des îles Caïmans : 2
- Total de buts marqués par Saint-Martin : 4
- Total de buts marqués par les îles Caïmans : 5

### Îles Vierges britanniques

#### Confrontations
Confrontations entre Saint-Martin et les îles Vierges britanniques en matchs officiels, :
|   | Date              | Lieu               | Match                                    | Score | Compétition                                        |
| - | ----------------- | ------------------ | ---------------------------------------- | ----- | -------------------------------------------------- |
| 1 | 24 mars 1990      | Marigot            | Saint-Martin - Îles Vierges britanniques | 3-0   | Coupe caribéenne des nations 1990 (qualifications) |
| 2 | 11 novembre 2007  | Marigot            | Saint-Martin - Îles Vierges britanniques | 0-1   | Match amical                                       |
| 3 | 19 septembre 2010 | Quartier-d'Orléans | Saint-Martin - Îles Vierges britanniques | 3-1   | Match amical                                       |
| 4 | 16 août 2014      | Road Town          | Îles Vierges britanniques - Saint-Martin | 2-4   | Match amical                                       |

#### Bilan
Au 31 août 2018 :
- Total de matchs disputés : 4
- Victoires de Saint-Martin : 3
- Matchs nuls : 0
- Victoires des îles Vierges britanniques : 1
- Total de buts marqués par Saint-Martin : 10
- Total de buts marqués par les îles Vierges britanniques : 4

### Îles Vierges des États-Unis

#### Confrontations
Confrontations entre Saint-Martin et les îles Vierges des États-Unis en matchs officiels :
|   | Date             | Lieu         | Match                                      | Score | Compétition                                                  |
| - | ---------------- | ------------ | ------------------------------------------ | ----- | ------------------------------------------------------------ |
| 1 | 28 novembre 2004 | Kingston     | Saint-Martin - Îles Vierges des États-Unis | 0-0   | Coupe caribéenne des nations 2005 (tour préliminaire)        |
| 2 | 8 septembre 2019 | The Valley   | Saint-Martin - Îles Vierges des États-Unis | 1-2   | Ligue des nations de la CONCACAF 2019-2020 (Ligue C - gr. A) |
| 3 | 19 novembre 2019 | Sainte-Croix | Îles Vierges des États-Unis - Saint-Martin | 1-2   | Ligue des nations de la CONCACAF 2019-2020 (Ligue C - gr. A) |

#### Bilan
Au 20 novembre 2019 :
- Total de matchs disputés : 3
- Victoires de Saint-Martin : 1
- Matchs nuls : 1
- Victoires des îles Vierges des États-Unis : 1
- Total de buts marqués par Saint-Martin : 3
- Total de buts marqués par les îles Vierges des États-Unis : 3

## J

### Jamaïque

#### Confrontations
Confrontations entre Saint-Martin et la Jamaïque en matchs officiels, :
|   | Date             | Lieu     | Match                   | Score | Compétition                                           |
| - | ---------------- | -------- | ----------------------- | ----- | ----------------------------------------------------- |
| 1 | 20 mai 1990      | Kingston | Jamaïque - Saint-Martin | 1-0   | Coupe caribéenne des nations 1990 (tour préliminaire) |
| 2 | 24 novembre 2004 | Kingston | Jamaïque - Saint-Martin | 12-0  | Coupe caribéenne des nations 2005 (tour préliminaire) |

#### Bilan
Au 24 août 2018 :
- Total de matchs disputés : 2
- Victoires de Saint-Martin : 0
- Matchs nuls : 0
- Victoires de la Jamaïque : 2
- Total de buts marqués par Saint-Martin : 0
- Total de buts marqués par la Jamaïque : 13

## M

### Martinique

#### Confrontations
Confrontations entre Saint-Martin et la Martinique en matchs officiels :
|   | Date              | Lieu       | Match                     | Score | Compétition                                        |
| - | ----------------- | ---------- | ------------------------- | ----- | -------------------------------------------------- |
| 1 | 22 septembre 2006 | Les Abymes | Martinique - Saint-Martin | 1-0   | Coupe caribéenne des nations 2007 (qualifications) |

#### Bilan
Au 31 août 2018 :
- Total de matchs disputés : 1
- Victoires de Saint-Martin : 0
- Match nul : 0
- Victoires de la Martinique : 1
- Total de buts marqués par Saint-Martin : 0
- Total de buts marqués par la Martinique : 1

## P

### Porto Rico

#### Confrontations
Confrontations entre Porto Rico et Saint-Martin en matchs officiels :
|   | Date             | Lieu           | Match                     | Score | Compétition                                        |
| - | ---------------- | -------------- | ------------------------- | ----- | -------------------------------------------------- |
| 1 | 4 octobre 2010   | Bayamón        | Porto Rico - Saint-Martin | 2-0   | Coupe caribéenne des nations 2010 (qualifications) |
| 2 | 9 septembre 2012 | Port-au-Prince | Porto Rico - Saint-Martin | 9-0   | Coupe caribéenne des nations 2012 (qualifications) |

#### Bilan
Au 31 août 2018 :
- Total de matchs disputés : 2
- Victoires de Porto Rico : 2
- Matchs nuls : 0
- Victoires de Saint-Martin : 0
- Total de buts marqués par Porto Rico : 11
- Total de buts marqués par Saint-Martin : 0

## S

### Saint-Barthélemy

#### Confrontations
Confrontations entre Saint-Barthélemy et Saint-Martin en matchs officiels :
|   | Date         | Lieu       | Match                           | Score | Compétition  |
| - | ------------ | ---------- | ------------------------------- | ----- | ------------ |
| 1 | 17 mars 2019 | Saint-Jean | Saint-Barthélemy - Saint-Martin | 4-3   | Match amical |

#### Bilan
Au 29 mars 2019 :
- Total de matchs disputés : 1
- Victoires de Saint-Barthélemy : 1
- Matchs nuls : 0
- Victoires de Saint-Martin : 0
- Total de buts marqués par Saint-Barthélemy : 4
- Total de buts marqués par Saint-Martin : 3

### Saint-Christophe-et-Niévès

#### Confrontations
Confrontations entre Saint-Christophe-et-Niévès et Saint-Martin en matchs officiels :
|   | Date            | Lieu       | Match                                     | Score | Compétition                                                        |
| - | --------------- | ---------- | ----------------------------------------- | ----- | ------------------------------------------------------------------ |
| 1 | 25 février 2006 | Basseterre | Saint-Christophe-et-Niévès - Saint-Martin | 6-1   | Match amical                                                       |
| 2 | 14 octobre 2018 | The Valley | Saint-Martin - Saint-Christophe-et-Niévès | 0-10  | Ligue des nations de la CONCACAF 2019-2020 (tournoi de classement) |

#### Bilan
Au 16 octobre 2018 :
- Total de matchs disputés : 2
- Victoires de Saint-Christophe-et-Niévès : 2
- Matchs nuls : 0
- Victoires de Saint-Martin : 0
- Total de buts marqués par Saint-Christophe-et-Niévès : 16
- Total de buts marqués par Saint-Martin : 1

### Sint Maarten

#### Confrontations
Confrontations entre Sint Maarten et Saint-Martin en matchs officiels :
|   | Date         | Lieu       | Match                       | Score | Compétition                                                        |
| - | ------------ | ---------- | --------------------------- | ----- | ------------------------------------------------------------------ |
| 1 | 25 mars 2019 | The Valley | Sint Maarten - Saint-Martin | 4-3   | Ligue des nations de la CONCACAF 2019-2020 (tournoi de classement) |

#### Bilan
Au 16 octobre 2018 :
- Total de matchs disputés : 1
- Victoires de Sint Maarten :  1
- Matchs nuls : 0
- Victoires de Saint-Martin : 0
- Total de buts marqués par Sint Maarten : 4
- Total de buts marqués par Saint-Martin : 3